# PVG Presse-Vertriebs-Gesellschaft
Die PVG Presse-Vertriebs-Gesellschaft KG ist einer der größten Pressegroßhändler in Deutschland. Die Unternehmensgruppe hat ihren Hauptsitz in Frankfurt am Main. Von den Vertriebszentren Rhein-Main (in Frankfurt), Mittelhessen (in Gießen) und Rheinland-Pfalz Süd aus werden täglich rund 7000 Händler mit Presseerzeugnissen beliefert.
Die Kernfirma erwirtschaftete 2013 mit rund 450 Mitarbeitern einen Umsatz von 66,38 Mio. Euro, die Gruppe insgesamt erzielte 2010 mit 700 Mitarbeitern über 200 Mio. Euro Umsatz. Geschäftsführender Mehrheitsgesellschafter ist seit 1999 Thomas Kirschner, vier Enkel des Gründers sind stille Gesellschafter.

## Geschichte
Das Unternehmen wurde 1946 von Alfons Geubels gegründet.
Als 1997 wegen Uneinigkeit der bisherigen Gesellschafter die Hälfte der Firma zum Verkauf stand, stieg Thomas Kirschner, der als Sohn eines mit Geubels befreundeten Troisdorfer Pressegroßhändlers während seiner Schulzeit und im Studium bereits bei dem Frankfurter Unternehmen gearbeitet hatte, ein und übernahm 1999 die Mehrheit.
Als Konsequenz aus Umsatzrückgängen folgte eine Strategie zur Expansion durch Übernahmen und Diversifikation in weitere Geschäftsbereiche. So kaufte die PVG 2005 den Pressevertrieb Merkur aus Liederbach am Taunus (bei Frankfurt). Im Jahr 2006 erwarb man die VCA Logistik + Services GmbH & Co. KG in Mörfelden, bundesweite Marktführerin im Retourenmanagement von Bahnhofsbuchhandlungen (mehr als 400 angeschlossene Läden), die seit 2004 auch die komplette Logistik für Lotto Hessen abwickelt. Seit der Übernahme wurde das Spektrum der VCA-Aktivitäten noch erweitert, so im Jahr 2008 um das Geschäftsfeld Getränkelogistik.
Im Sommer 2007 schloss die PVG ihren Geschäftsbereich Abonnement mit der zum Vertriebsbereich des Axel Springer Verlags gehörenden Hamburger Firma Internationaler Medien Service zum Gemeinschaftsunternehmen ims Internationaler Medienservice GmbH & Co. KG zusammen, an dem Springer 55 % und die PVG 45 % hielten. 2015 übernahm die PVG die Anteile von Axel Springer. ims ist ein Dienstleister zur Literaturbeschaffung für in- und ausländische Großkunden (Unternehmen, Behörden, Bibliotheken).
2008 gliederte PVG sich den in der Touristikbranche tätigen Troisdorfer Informationslogistiker Infox (u. a. Katalogservice für Reisebüros und Reiseveranstalter) ein. Im Herbst 2009 kam der Pressegrossist Becker & Winarek aus Longuich mit Standorten in Trier, Bad Kreuznach und Mainz hinzu, wodurch die PVG bundesweit größter Pressegrossist wurde.
2011 ergänzte man den hessischen Hauptlogistikstandort Mörfelden um die Standorte Berlin, Hamburg und Ismaning bei München.
Im Mai 2014 erwarb Thomas Kirschner rückwirkend zum Jahresanfang den Schweizer Marktführer im Pressegroßhandel, den Geschäftsbereich Services des Handelskonzerns Valora, inklusive der Drittkundenlogistik. Der übernommene Bereich, der auch in Luxemburg aktiv ist, hatte 2013 einen Nettoerlös von 272 Mio. Schweizer Franken erzielt. Infolge der Übernahme wurde die Valora Mediaservices AG in 7Days Media Services AG mit Sitz in Muttenz im Kanton Basel-Landschaft umbenannt.
Als einer der ersten Grossisten setzt die PVG seit 2016 mit read-it zusätzlich auf ein digitales Zeitungs- & Magazinangebot.